# 越中泉駅
越中泉駅（えっちゅういずみえき）は、富山県中新川郡立山町泉にある富山地方鉄道本線の駅である。駅番号はT09。

## 歴史
- 1931年（昭和6年）8月15日：富山電気鉄道の富山田地方駅（とやまでんじがたえき） - 上市口駅間の開通と同時に泉駅として開業。
- 1937年（昭和12年）9月9日：越中泉駅に改称届出[1]。
- 1943年（昭和18年）1月1日：富山電気鉄道が富山県内の鉄道会社を合併し富山地方鉄道に社名を変更。

## 駅構造
単式ホーム1面1線を持つ地上駅。無人駅である。

## 利用状況
「統計たてやま」によると、2018年度の1日平均乗降人員は72人であった。
近年の1日平均乗降人員は以下の通り。
| 年度   | 1日平均 乗降人員 |
| ------ | ---------------- |
| 2004年 | 62               |
| 2005年 | 63               |
| 2006年 | 63               |
| 2007年 | 65               |
| 2008年 | 65               |
| 2009年 | 65               |
| 2010年 | 67               |
| 2011年 | 67               |
| 2012年 | 69               |
| 2013年 | 69               |
| 2014年 | 64               |
| 2015年 | 67               |
| 2016年 | 68               |
| 2017年 | 70               |
| 2018年 | 72               |
| 2019年 | 68               |
| 2020年 | 55               |
| 2021年 | 54               |
| 2022年 | 55               |
| 2023年 | 24               |

## 駅周辺
田んぼが広がり、特に大きな施設はない。

## 隣の駅
富山地方鉄道
■本線
■アルペン特急・■急行
通過
■普通
寺田駅 (T08) - 越中泉駅 (T09) - 相ノ木駅 (T10)